# Посёлок имени Ларина (Дагестан)
имени Ларина (Ларинское) — бывший посёлок в Кизлярском районе Дагестана. Центр бывшего Ларинского сельсовета, куда также входил посёлок имени Щорса (ныне село Имени Калинина). Посёлок был назван в честь первого председателя ОЗЕТа, Юрия Ларина

## География
Местность где находился посёлок, на топографических картах обозначена, как «урочище Ларинское». Располагался в 5 км южнее села Имени Калинина и 8 км восточнее села Малая Арешевка, на канале Кизляр-Каспий.

## История
В 1927 году при ДагЦИК создается Комитет по землеустройству трудящихся евреев Дагестана (прототип КомЗЕТа). В том же году, в Кизлярском кантоне, комитетом создается Ларинский сельсовет, состоявший из двух переселенческих поселков имени Ларина и имени Николая Щорса. В посёлок Ларина было переселено 108 семей из числа малоземельных горских евреев. Социально-культурная неустроенность поселка, а также отсутствие воды в нем, привело к тому, что к началу 40-х годов посёлок был покинут.